# Vlag van Lieshout

De vlag van de gemeente Lieshout

De vlag van Lieshout is op 29 augustus 1972 vastgesteld door de gemeenteraad van de voormalige Nederlandse gemeente Lieshout, ter gelegenheid van de inschrijving van de 5000e inwoner. De gemeente hield op te bestaan op 1 januari 1997 en ging per die datum, samen met Aarle-Rixtel en Beek en Donk, op in de gemeente Laarbeek. Daarmee kwam de vlag te vervallen.

## Beschrijving
De beschrijving van de vlag luidt:
"Blauw met een witte sleutel (de baard naar de bovenzijde en de broekzijde gewend) ter hoogte van 2/5 van de vlaghoogte, en een gele drakenkop, rood getand en getongd, ter hoogte van 4/5 van de vlaghoogte, de tong om de sleutel gekruld; sleutel en drakenkop naast elkaar geplaatst."
De kleuren werden nader gespecificeerd als volgt:
| Onderdeel                               | Kleur               |
| --------------------------------------- | ------------------- |
| ondergrond en cirkel om oogkern         | kobaltblauw         |
| sleutel                                 | wit                 |
| drakenkop                               | prinsengeel         |
| tanden, tong, tongspits en oogkern      | vermiljoenrood      |
| overige detailleringen van de drakenkop | kobaltblauwe lijnen |

## Geschiedenis
Op 24 april 1970 vroeg het college van burgemeester en wethouders van Lieshout aan de Hoge Raad van Adel in Den Haag hoe een gemeentevlag ingesteld kon worden. De Raad antwoordde op 19 mei 1970 dat de gemeenteraad zelf bevoegd is de gemeentevlag vast te stellen, echter met de verplichting om vooraf de Hoge Raad van Adel te vragen advies uit te brengen over het ontwerp. De Raad meldde alvast dat het beeld van St. Servaas, zoals die in het wapen van Lieshout voorkomt, niet geschikt is om in een vlag te worden opgenomen. Het is beter om uit te gaan van de attributen van St. Servaas, een sleutel en een draak (en minder vaak een adelaar). De Raad voegde aan de brief meteen twee schetsen toe die konden dienen als uitgangspunt. De ene schets toonde over de volle breedte een draak, de andere bestond uit een sleutel met een drakenkop.
Ruim anderhalf jaar later, op 19 januari 1972, legde burgemeester Piet van  Hout  twee ontwerpen voor aan de Stichting voor Banistiek en Heraldiek te Muiderberg. In verband met de inschrijving van de 5000e inwoner van Lieshout die later in het jaar verwacht werd, verzocht hij de Stichting om op korte termijn een definitief advies uit te brengen over de keuze voor de vlag. De Stichting reageerde op 31 januari en adviseerde om te kiezen voor het ontwerp met de drakenkop en de sleutel. De andere vlag leek te veel op de vlag die elke dag gehesen wordt voor de San Marco in Venetië. Iets wat gezien de huidige mogelijkheden van buitenlandse reizen en uitwisselingen op inter-landelijk niveau minder aantrekkelijk is. Op 14 maart 1972 besloot de gemeenteraad het advies te volgen.

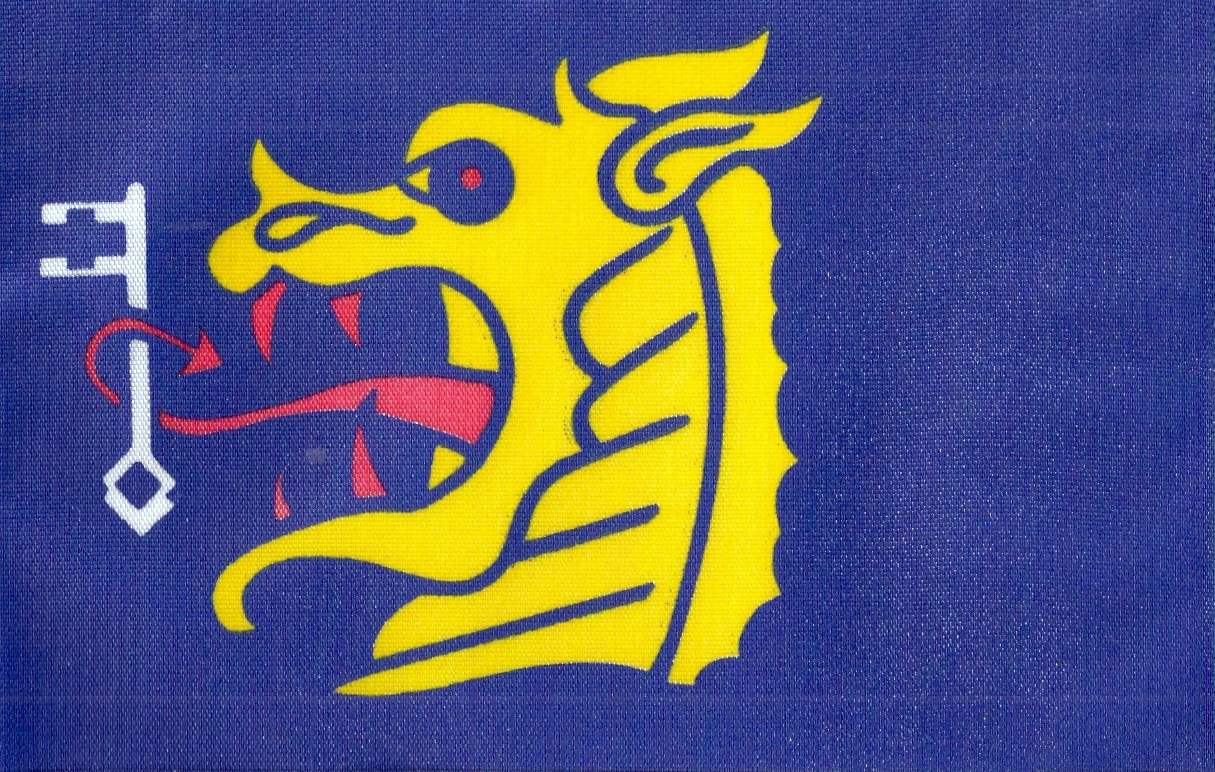
De vlag van Lieshout (tafelmodel)

Op 9 mei 1972 vroeg burgemeester Van Hout aan de Stichting voor Banistiek en Heraldiek om een modelwerktekening te verzorgen en om een conceptraadsbesluit op te stellen met daarin opgenomen een beschrijving van de vlag. De gemeente ontving de tekening en het conceptbesluit op 26 mei 1972. In de vergadering van 29 augustus 1972 nam de gemeenteraad het besluit waarmee de vlag werd ingesteld. Op dinsdag 30 januari 1973 werd de vlag tijdens een raadsvergadering voor het eerst gepresenteerd; aan de wand van de raadszaal hing een grote vlag en op de plaats van elk raadslid stond een tafelmodel.
Aalburg 
· Aarle-Rixtel 
· Alphen en Riel 
· Bakel en Milheeze 
· Beek en Donk 
· Beers 
· Berghem 
· Berkel-Enschot 
· Berlicum 
· Bladel en Netersel 
· Borkel en Schaft 
· Boxmeer 
· Budel 
· Chaam 
· Cuijk 
· Cuijk en Sint Agatha 
· Den Dungen 
· Diessen 
· Dinteloord en Prinsenland 
· Drunen 
· Dussen 
· Engelen 
· Erp 
· Esch 
· Escharen 
· Fijnaart en Heijningen 
· Geffen 
· Geldrop 
· Gemert 
· Giessen 
· Ginneken en Bavel 
· Grave 
· 's Gravenmoer 
· Haaren 
· Halsteren 
· Haps 
· Heesch 
· Heeswijk-Dinther 
· Heeze 
· Helvoirt 
· Hoeven 
· Hooge en Lage Mierde 
· Hooge en Lage Zwaluwe 
· Hoogeloon, Hapert en Casteren 
· Huijbergen 
· Klundert 
· Landerd 
· Leende 
· Liempde 
· Lieshout 
· Lith 
· Luyksgestel 
· Maarheeze 
· Maasdonk 
· Made en Drimmelen 
· Megen, Haren en Macharen 
· Mierlo 
· Mill en Sint Hubert 
· Moergestel 
· Nieuw-Ginneken 
· Nieuw-Vossemeer 
· Nistelrode 
· Nuland 
· Oeffelt 
· Oost-, West- en Middelbeers 
· Oploo, Sint Anthonis en Ledeacker 
· Ossendrecht 
· Oud en Nieuw Gastel 
· Oudenbosch 
· Prinsenbeek 
· Putte 
· Raamsdonk 
· Ravenstein 
· Reusel 
· Riethoven 
· Rijsbergen 
· Rijswijk 
· Roosendaal en Nispen 
· Rosmalen 
· Schaijk 
· Schijndel 
· Sint Anthonis 
· Sint-Oedenrode 
· Sprang-Capelle 
· Standdaarbuiten 
· Terheijden 
· Teteringen 
· Uden 
· Udenhout 
· Veghel
· Vessem, Wintelre en Knegsel 
· Vierlingsbeek 
· Vlijmen 
· Wanroij 
· Waspik 
· Werkendam 
· Westerhoven 
· Willemstad 
· Woudrichem 
· Wouw 
· Zeeland 
· Zevenbergen